# غايا بلو
غايا بلو (بالإيطالية: Gaia Blu) هي سفينة أبحاث علمية إيطالية، تُشغّل من قِبل المعهد الوطني الإيطالي لعلوم المحيطات والجيوفيزياء (OGS). صُممت السفينة لدعم الأبحاث متعددة التخصصات في مجالات علوم البحار، والجيولوجيا البحرية، والبيئة البحرية، وعلوم المناخ.

## الخصائص التقنية
تم تدشين سفينة غايا بلو في عام 2021، وهي مزودة بأحدث تقنيات البحث والاستكشاف البحري، من بينها:
- أنظمة سونار متقدمة لرسم خرائط قاع البحر
- مختبرات على متن السفينة لتحليل المياه والعينات الحيوية
- معدات للحفر الجيوفيزيائي والقياس الزلزالي البحري
- منصات مخصصة للمراقبة المناخية والمحيطية

## المهمة
تُستخدم غايا بلو في برامج علمية تابعة للاتحاد الأوروبي وإيطاليا، وتشارك في:
- البعثات الهيدروغرافية والجيوفيزيائية
- دراسة التغير المناخي وتأثيره على البحار
- الأبحاث المتعلقة بالبراكين البحرية والنشاط الزلزالي
- دعم شبكات الرصد البحري الأوروبية

## المشغل
يدير السفينة المعهد الوطني الإيطالي لعلوم المحيطات والجيوفيزياء (OGS)، والذي يتخذ من مدينة ترييستي مقرًا له. وتُعد "غايا بلو" إحدى الأدوات الرئيسية في البنية التحتية البحثية الإيطالية والأوروبية في مجال علوم البحار.